# Campionati europei di nuoto 2012 - 200 metri farfalla femminili
La gara dei 200 metri farfalla femminili degli Europei 2012 si è svolta il 26 e 27 maggio 2012 e vi hanno partecipato 18 atlete. Le batterie e le semifinali si sono svolte il 24 e la finale nel pomeriggio del giorno successivo.

## Podio
| Pos.    | Atleta            | Nazione  |
| ------- | ----------------- | -------- |
| Oro     | Katinka Hosszú    | Ungheria |
| Argento | Zsuzsanna Jakabos | Ungheria |
| Bronzo  | Martina Granström | Svezia   |

## Record
Prima della manifestazione il record del mondo (RM), il record europeo (EU) e il record dei campionati (RC) erano i seguenti.
| Record mondiale       | 2'01"81 | Liu Zige           | 21 ottobre 2009 Ji Nan |
| Record europeo        | 2'04"27 | Katinka Hosszú     | 29 luglio 2009 Roma    |
| Record dei campionati | 2'05"78 | Otylia Jędrzejczak | 4 agosto 2002 Berlino  |

## Risultati

### Batterie
| Pos. | Atleta                 | Nazionalità | Tempo   | Batteria | Corsia | Note |
| ---- | ---------------------- | ----------- | ------- | -------- | ------ | ---- |
| 1    | Katinka Hosszú         | Ungheria    | 2'07"79 | 1        | 4      | Q    |
| 2    | Zsuzsanna Jakabos      | Ungheria    | 2'09"17 | 2        | 4      | Q    |
| 3    | Martina Granström      | Svezia      | 2'10"35 | 2        | 5      | Q    |
| 4    | Mireia Belmonte García | Spagna      | 2'11"10 | 3        | 4      | Q    |
| 5    | Denisa Smolenová       | Slovacchia  | 2'12"14 | 3        | 2      | Q    |
| 6    | Sara Freitas Oliveira  | Portogallo  | 2'12"23 | 1        | 6      | Q    |
| 7    | Franziska Hentke       | Germania    | 2'12"65 | 1        | 3      | Q    |
| 8    | Liliana Szilágyi       | Ungheria    | 2'12"84 | 2        | 6      |      |
| 9    | Ingvild Snildal        | Norvegia    | 2'13"09 | 2        | 2      | Q    |
| 10   | Alessia Polieri        | Italia      | 2'13"57 | 3        | 3      | Q    |
| 11   | Martina van Berkel     | Svizzera    | 2'13"81 | 2        | 3      | Q    |
| 12   | Maria Novikova         | Russia      | 2'15"23 | 1        | 2      | Q    |
| 13   | Emilia Pikkarainen     | Finlandia   | 2'15"56 | 3        | 6      | Q    |
| 14   | Judit Ignacio Sorribes | Spagna      | 2'15"61 | 3        | 5      | Q    |
| 15   | Jasmin Rosenberger     | Turchia     | 2'17"01 | 3        | 7      | Q    |
| 16   | Simona Muccioli        | San Marino  | 2'19"85 | 2        | 7      | Q    |
| 17   | Vaiva Gimbutytė        | Lituania    | 2'21"59 | 1        | 7      | Q    |
| 18   | Emilie Løvberg         | Norvegia    | 2'29"22 | 3        | 1      |      |
| -    | Anja Klinar            | Slovenia    | -       | 1        | 5      | DNS  |

### Semifinali
| Pos. | Atleta                 | Nazionalità | Tempo   | Batteria | Corsia | Note |
| ---- | ---------------------- | ----------- | ------- | -------- | ------ | ---- |
| 1    | Katinka Hosszú         | Ungheria    | 2'07"03 | 2        | 4      | Q    |
| 2    | Martina Granström      | Svezia      | 2'08"65 | 2        | 5      | Q    |
| 1    | Zsuzsanna Jakabos      | Ungheria    | 2'09"09 | 1        | 4      | Q    |
| 2    | Mireia Belmonte García | Spagna      | 2'09"14 | 1        | 5      | Q    |
| 3    | Franziska Hentke       | Germania    | 2'09"40 | 2        | 6      | Q    |
| 4    | Judit Ignacio Sorribes | Spagna      | 2'10"47 | 2        | 1      | Q    |
| 5    | Denisa Smolenová       | Slovacchia  | 2'11"08 | 2        | 3      | Q    |
| 3    | Martina van Berkel     | Svizzera    | 2'11"31 | 1        | 2      | Q    |
| 6    | Alessia Polieri        | Italia      | 2'11"46 | 2        | 2      |      |
| 4    | Ingvild Snildal        | Norvegia    | 2'11"47 | 1        | 6      |      |
| 5    | Sara Freitas Oliveira  | Portogallo  | 2'11"98 | 1        | 3      |      |
| 6    | Emilia Pikkarainen     | Finlandia   | 2'14"75 | 1        | 7      |      |
| 7    | Maria Novikova         | Russia      | 2'16"42 | 2        | 7      |      |
| 7    | Jasmin Rosenberger     | Turchia     | 2'16"44 | 1        | 1      |      |
| 8    | Simona Muccioli        | San Marino  | 2'19"70 | 2        | 8      |      |
| 8    | Vaiva Gimbutytė        | Lituania    | 2'24"83 | 1        | 8      |      |

### Finale
| Pos.    | Atleta                 | Nazionalità | Tempo   | Corsia | Note |
| ------- | ---------------------- | ----------- | ------- | ------ | ---- |
| Oro     | Katinka Hosszú         | Ungheria    | 2'07"28 | 4      |      |
| Argento | Zsuzsanna Jakabos      | Ungheria    | 2'07"86 | 3      |      |
| Bronzo  | Martina Granström      | Svezia      | 2'08"22 | 5      |      |
| 4       | Mireia Belmonte García | Spagna      | 2'08"91 | 6      |      |
| 5       | Franziska Hentke       | Germania    | 2'09"01 | 2      |      |
| 6       | Judit Ignacio Sorribes | Spagna      | 2'09"14 | 7      |      |
| 7       | Denisa Smolenová       | Slovacchia  | 2'10"70 | 1      |      |
| 8       | Martina van Berkel     | Svizzera    | 2'11"69 | 8      |      |